# 奥尔穆特
奥尔穆特是德国莱茵兰-普法尔茨州的一个市镇。总面积3.92平方公里，总人口170人，其中男性88人，女性82人（2011年12月31日），人口密度43人/平方公里。